# Rodope
Le Rodope (grec moderne : Ροδόπης / rodopi), ou Thrace, est une race de poneys originaire de la région européenne de Thrace, partagée entre la Grèce et la Bulgarie. Il est décrit pour la première fois en 1997, dans le cadre d'un recensement officiel du gouvernement grec, et reste peu étudié. 
Le Rodope est une race rare, puisqu'il en existe environ 1 000 individus dans les années 2010. Une centaine d'entre eux vivent dans les monts Rhodopes et le Nome de Xánthi.

## Dénomination
Le nom local de ces chevaux, en grec moderne, est Ροδόπης (Rodopi), traduit par « Rodope » ou « Rhodope » en anglais,. Il est créé en 1997, durant le premier recensement officiel de cette population de chevaux,.
L'autrice du guide Delachaux juge le nom « Thrace » (thráki en grec) plus approprié pour désigner la race.

## Histoire
La caractérisation du Rodope découle d'un recensement officiel des populations de chevaux mené par le gouvernement grec en 1997, afin que les propriétaires de races de chevaux rares puissent bénéficier d'aides pour la conservation,. D'après l'association grecque de protection animale Amalthia, c'est essentiellement un problème administratif qui a conduit à différencier le Rodope.
La race est étudiée une première fois par le Pr T. Alifakiotis, mais ne dispose pas de documents d'enregistrement et d'identification officiels. 
D'après le Pr Menegatos, le Rodope actuel présente une ressemblance avec un bas-relief thrace antique exposé au musée de Komotini, notamment en ce qui concerne l'épaisseur de l'encolure de l'étalon.
Une étude de caractérisation des races animales rares de la Grèce est publiée en 2010 par l′Institute for Rare Breeds and Seeds in Europe. Cependant, le Rodope n'est pas encore davantage étudié.

## Description
L'étude de caractérisation de 2010 et le guide Delachaux (2016) indiquent une fourchette de taille de 1,25 m à 1,45 m, pour une moyenne de 1,35 m. Cette même moyenne est indiquée par le Pr Menegatos, de l'université d'Athènes. En revanche, CAB International donne une fourchette de 1,25 m à 1,35 m. L'association Amalthia estime que le Rodopi ne devrait pas être désigné comme une race spécifique, mais comme une population du Pindos.

### Morphologie
Il existe en fait deux types, celui des montagnes et celui des plaines. Le type des plaines est plus proche du Thessalien. Le type des montagnes de Rodope et Xanthe partage des caractéristiques en commun avec le Pindos et le Thessalien.
Le corps est plutôt mince et compact. Les membres, solides, sont terminés par de durs sabots noirs. Crinière et queue sont abondantes. D'après le guide Delachaux, il est d'usage de toiletter la crinière en arc de cercle.

### Robes
Les robes prédominantes sont le bai, le gris et le rouan. Il existe quelques sujets isabelle. Les marques blanches sont fréquentes.

### Tempérament et entretien
Le caractère est considéré comme bon, avec une adaptation aux terrains difficiles.

## Utilisations

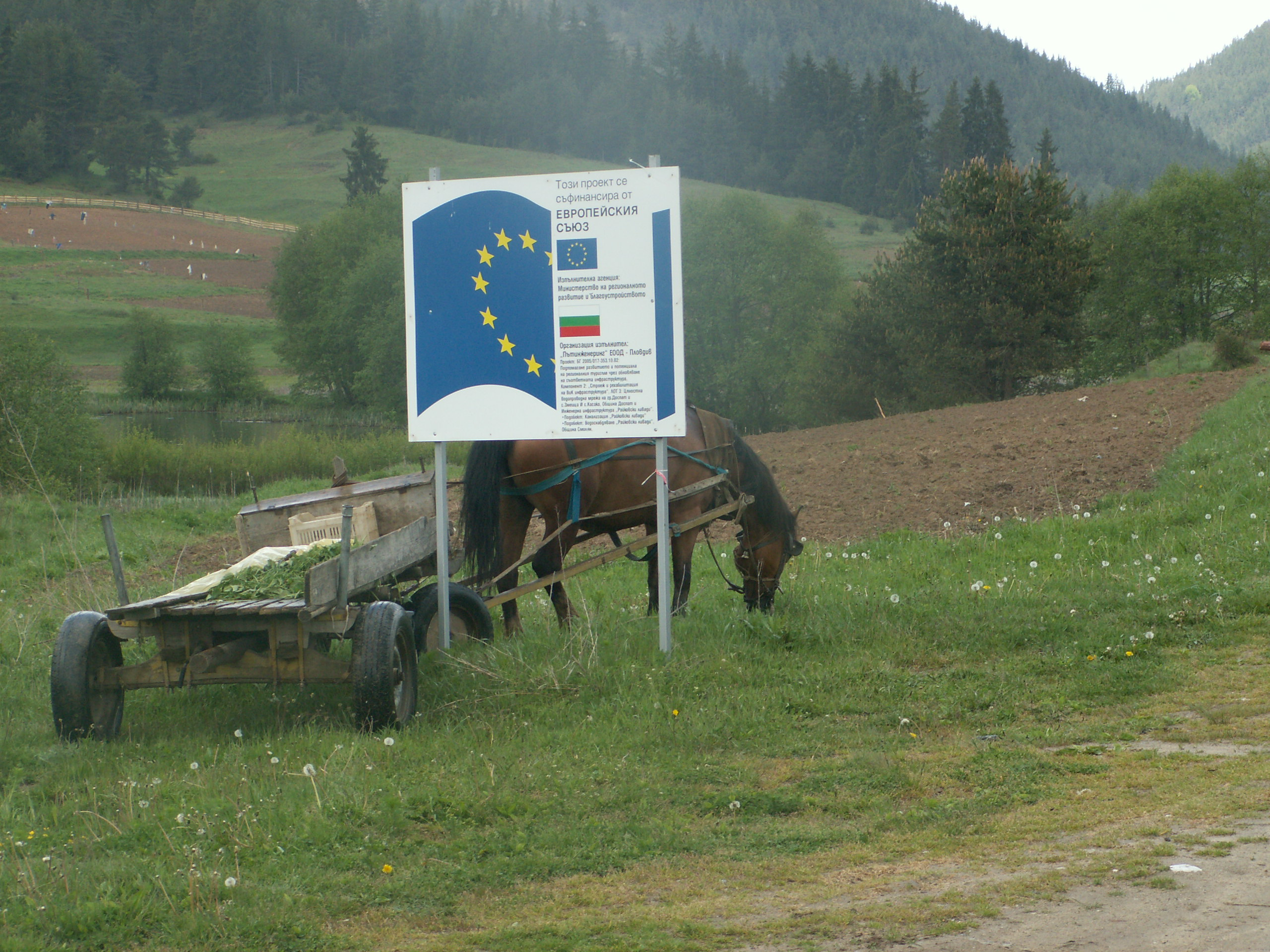
Charrette attelée dans les Rhodopes, côté bulgare.

La race est employée pour le transport en montagne et la randonnée équestre. Certaines juments sont saillies par des baudets pour donner des mules. La fonction écologique du Rodope, parmi d'autres populations de chevaux et poneys européens semi-sauvages qui entretiennent la végétation, a été soulignée.

## Diffusion de l'élevage
La race est propre aux plaines et aux montagnes de Thrace, dans le Nord de la Grèce. Le type le plus caractéristique provient des montagnes des Rhodopes et de Xánthi, et forme une population d'une centaine d'individus. CAB International indique une population d'environ 1 000 individus qui vivent en semi-liberté (2016). Bonnie Lou Hendricks (université d'Oklahoma) indique la présence de cette race en Bulgarie. Les monts Rhodopes étant transfrontiers, la race existe effectivement en Bulgarie, où elle aide à la conservation du rare Karakatchan.
Le Rodope n'est pas répertorié dans la base de données DAD-IS, et ne figure par conséquent pas non plus dans l'étude globale des populations de chevaux menée par Rupak Khadka de l'université d'Uppsala, et publiée en août 2010 pour la FAO.